# Gordon Durie
Gordon Scott Durie (ur. 6 grudnia 1965 w Paisley) – piłkarz szkocki grający na pozycji napastnika.

## Kariera klubowa
Durie pochodzi z miasta Paisley. Karierę piłkarską rozpoczął w małym zespole o nazwie East Fife F.C., w barwach którego w sezonie 1981/1982 zadebiutował w Division Two. W 1984 roku awansował z tą drużyną do Division One, a tam grał przez niecałe pół roku i w trakcie sezonu został piłkarzem Hibernian F.C., grającego w Premier League. W Hibernian przez dwa sezony rozegrał 47 spotkań i zdobył 14 goli, ale nie osiągnął większych sukcesów.
W kwietniu 1986 Durie został sprzedany za 380 tysięcy funtów do angielskiej Chelsea F.C. W jej barwach swój pierwszy mecz rozegrał 5 maja 1986 roku przeciwko Watford F.C., który Chelsea przegrała 1:5. W pierwszym składzie "The Blues" zaczął grywać w sezonie 1986/1987 i partnerował w ataku reprezentantowi Anglii Kerry'emu Dixonowi. W sezonie 1987/1988, pomimo że zdobył 12 goli i był najskuteczniejszym zawodnikiem w zespole, to spadł z Chelsea do Division Two. Pobyt na zapleczu pierwszej ligi trwał rok, Gordon zaliczył 17 trafień, a Chelsea powróciła w szeregi Division One. W 1990 roku zajął z londyńczykami 5. pozycję, a w zespole ze Stamford Bridge grał do końca sezonu 1990/1991. Dla Chelsea rozegrał 123 ligowe mecze i zdobył 51 goli.
W sierpniu 1991 Durie przeszedł do innego londyńskiego klubu, Tottenhamu Hotspur, który zapłacił za niego 2,2 miliona funtów. Swój pierwszy mecz w zespole "Spurs" rozegrał 17 sierpnia przeciwko Southampton F.C. (3:2) i w debiucie zdobył gola. W ataku Tottenhamu występował z Garym Linekerem, który był najlepszym strzelcem drużyny z 28 golami. Durie zaliczył m.in. hat-tricka w spotkaniu z Coventry City i zdobywał też gole w rozgrywkach Pucharu Zdobywców Pucharów (Tottenham dotarł do ćwierćfinału). W sezonie 1992/1993 po przyjściu Teddy'ego Sheringhama i Nicka Barmby'ego Durie został rezerwowym i zdobył tylko 4 gole w Premier League. W Tottenhamie rozegrał jeszcze 10 meczów w sezonie 1993/1994 i w listopadzie odszedł z zespołu.
Za 1,2 miliona funtów Gordon przeszedł z klubu z White Hart Lane do Rangers F.C. i dołączył tym samym do byłego partnera z Tottenhamu, Paula Gascoigne'a. 27 listopada 1994 zaliczył swój pierwszy mecz w Rangersach, którzy zremisowali 1:1 z Partick Thistle F.C. W ataku zespołu z Glasgow występował najczęściej z Ally'm McCoistem i Markiem Hateleyem. W latach 1994–1997 czterokrotnie z rzędu zostawał mistrzem Szkocji, a w 1996 dodatkowo dołożył Puchar Szkocji. W sezonie 1998/1999 stał się rezerwowym i miał mniejszy udział w wywalczeniu kolejnych dwóch tytułów mistrzowskich w 1999 i 2000 roku oraz krajowych pucharach w tych samych latach. Latem 2000 odszedł do Heart of Midlothian F.C. i po roku zakończył piłkarską karierę.
| Sezon   | Klub                     | Kraj    | Rozgrywki               | Mecze | Bramki |
| ------- | ------------------------ | ------- | ----------------------- | ----- | ------ |
| 1981/82 | East Fife F.C.           | Szkocja | Division Two            | 13    | 1      |
| 1982/83 | East Fife F.C.           | Szkocja | Division Two            | 25    | 2      |
| 1983/84 | East Fife F.C.           | Szkocja | Division Two            | 34    | 16     |
| 1984/85 | East Fife F.C.           | Szkocja | Division One            | 9     | 7      |
| 1984/85 | Hibernian F.C.           | Szkocja | Scottish Premier League | 22    | 8      |
| 1985/86 | Hibernian F.C.           | Szkocja | Scottish Premier League | 25    | 6      |
| 1985/86 | Chelsea F.C.             | Anglia  | Division One            | 1     | 0      |
| 1986/87 | Chelsea F.C.             | Anglia  | Division One            | 25    | 5      |
| 1987/88 | Chelsea F.C.             | Anglia  | Division One            | 26    | 12     |
| 1988/89 | Chelsea F.C.             | Anglia  | Division One            | 32    | 17     |
| 1989/90 | Chelsea F.C.             | Anglia  | Division One            | 15    | 5      |
| 1990/91 | Chelsea F.C.             | Anglia  | Division One            | 24    | 12     |
| 1991/92 | Tottenham Hotspur        | Anglia  | Division One            | 31    | 7      |
| 1992/93 | Tottenham Hotspur        | Anglia  | Premier League          | 17    | 3      |
| 1993/94 | Tottenham Hotspur        | Anglia  | Premier League          | 10    | 1      |
| 1993/94 | Rangers F.C.             | Szkocja | Scottish Premier League | 24    | 12     |
| 1994/95 | Rangers F.C.             | Szkocja | Scottish Premier League | 21    | 6      |
| 1995/96 | Rangers F.C.             | Szkocja | Scottish Premier League | 27    | 17     |
| 1996/97 | Rangers F.C.             | Szkocja | Scottish Premier League | 16    | 5      |
| 1997/98 | Rangers F.C.             | Szkocja | Scottish Premier League | 26    | 4      |
| 1998/99 | Rangers F.C.             | Szkocja | Scottish Premier League | 5     | 0      |
| 1999/00 | Rangers F.C.             | Szkocja | Scottish Premier League | 7     | 0      |
| 2000/01 | Heart of Midlothian F.C. | Szkocja | Scottish Premier League | 16    | 3      |

## Kariera reprezentacyjna
W reprezentacji Szkocji Durie zadebiutował 11 listopada 1987 w wygranym 1:0 wyjazdowym spotkaniu z Bułgarią, rozegranym w ramach eliminacji do Mistrzostw Europy w RFN. Pierwszą bramkę w drużynie narodowej zdobył 6 września 1989 w meczu z Jugosławią (1:3). W 1990 roku Andy Roxburgh zabrał go na Mistrzostwa Świata we Włoszech, na których zagrał w tylko w wygranym 2:1 meczu ze Szwecją. Natomiast w 1998 roku został powołany przez Craiga Browna do kadry na mundial we Francji. Tam zagrał we wszystkich trzech spotkaniach grupowych: przegranym 1:2 z Brazylią, zremisowanym 1:1 z Norwegią i przegranym 0:3 z Marokiem.
Durie dwukrotnie w swojej karierze wystąpił na Mistrzostwach Europy. W 1992 roku na Euro 92 zaliczył dwa spotkania: z Holandią (0:1) i z Niemcami. Natomiast na Euro 96 zagrał we wszystkich meczach Szkotów: z Holandią (0:0), z Anglią (0:2) i ze Szwajcarią (1:0). Karierę reprezentacyjną zakończył po mundialu we Francji, a drużynie narodowej zagrał 43 razy i strzelił 7 goli.